# Life Goes On (Oliver Tree)
Life Goes On è un singolo del cantante statunitense Oliver Tree, pubblicato il 22 ottobre 2021 come primo estratto dalla riedizione del primo album in studio Ugly Is Beautiful: Shorter, Thicker & Uglier.

## Descrizione
Il brano ha iniziato a ricevere popolarità grazie a TikTok.

## Video musicale
Il video musicale, diretto dallo stesso Tree, è stato reso disponibile il 28 maggio 2021.

## Classifiche
| Classifica (2021-22) | Posizione massima |
| -------------------- | ----------------- |
| Australia            | 34                |
| Austria              | 24                |
| Canada               | 46                |
| Germania             | 54                |
| Grecia               | 52                |
| India                | 12                |
| Irlanda              | 33                |
| Lituania             | 10                |
| Norvegia             | 14                |
| Nuova Zelanda        | 24                |
| Paesi Bassi          | 95                |
| Perù                 | 19                |
| Portogallo           | 38                |
| Regno Unito          | 33                |
| Repubblica Ceca      | 16                |
| Russia               | 22                |
| Slovacchia           | 14                |
| Stati Uniti          | 71                |
| Sudafrica            | 70                |
| Svezia               | 63                |
| Svizzera             | 34                |